# تيدي ماغيري
تيدي ماغيري (بالإنجليزية: Teddy Maguire)‏ (23 يوليو 1917 في المملكة المتحدة - 1990) هو لاعب كرة قدم بريطاني (وحمل سابقاً جنسية المملكة المتحدة لبريطانيا العظمى وأيرلندا) في مركز جناح ‏. لعب مع سويندون تاون ووولفرهامبتون واندررز ونادي هاليفاكس تاون وسبنيمور يونايتد ‏ ونادي ويلينجتون.